# تيموثي هاتشينغز
تيموثي هاتشينغز (بالإنجليزية: Timothy Hutchings)‏ هو نحات أمريكي، ولد في 1974.